# Andrew Morgan (ruimtevaarder)
Andrew Richard Morgan (Morgantown, 5 februari 1976) is een Amerikaans ruimtevaarder. Hij werd in 2013 door NASA geselecteerd om te trainen als astronaut.
Morgan maakt deel uit van NASA Astronautengroep 21. De acht astronauten van deze groep begonnen hun training in 2013 en werden in juli 2015 astronaut. 
Zijn eerste ruimtevlucht Sojoez MS-13 vond plaats in juli 2019. Hij verbleef acht maanden aan boord van het Internationaal ruimtestation ISS voor ISS-Expeditie 60, ISS-Expeditie 61 en ISS-Expeditie 62. Op 17 april 2020 keerde hij terug aan boord van Sojoez MS-15.